# Etawah
Etawah là một thành phố và là nơi đặt ban đô thị (municipal board) của quận Etawah thuộc bang Uttar Pradesh, Ấn Độ.

## Địa lý
Etawah có vị trí 26°46′B 79°02′Đ / 26,77°B 79,03°Đ Nó có độ cao trung bình là 139 mét (456 feet).

## Nhân khẩu
Theo điều tra dân số năm 2001 của Ấn Độ, Etawah có dân số 211.460 người. Phái nam chiếm 53% tổng số dân và phái nữ chiếm 47%. Etawah có tỷ lệ 67% biết đọc biết viết, cao hơn tỷ lệ trung bình toàn quốc là 59,5%: tỷ lệ cho phái nam là 72%, và tỷ lệ cho phái nữ là 61%. Tại Etawah, 14% dân số nhỏ hơn 6 tuổi.